# Groupe de Visegrád
Pour les articles homonymes, voir V4 et Visegrad.
Le groupe de Visegrád (aussi appelé Visegrád 4 ou V4 ou triangle de Visegrád) est une organisation intergouvernementale réunissant quatre pays d’Europe centrale : la Hongrie, la Pologne, la Tchéquie et la Slovaquie. Ces pays sont tous des États membres de l'Union européenne et de l'OTAN. La population du groupe s’élève à 62,4 millions d’habitants en 2025 (13,8 % de la population de l’UE). L’indice de développement humain moyen est élevé (l’indice moyen est de 0,8535 d’après le rapport de 2016 sur l’année 2015). Le PIB total du groupe est estimé à 876 milliards de dollars.

## Historique

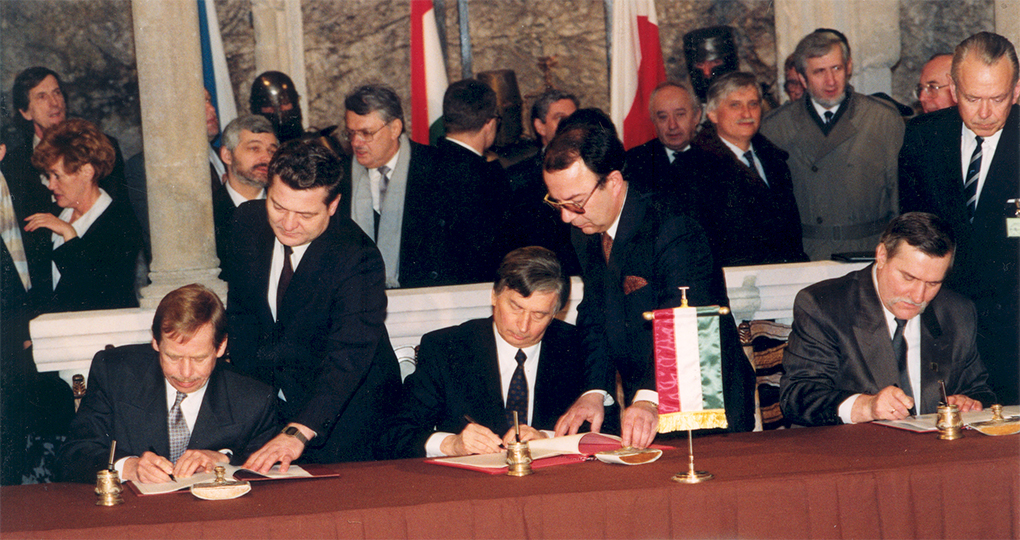
Václav Havel, József Antall et Lech Wałęsa lors de la création du groupe de Visegrád, en février 1991.

Le nom du groupe de Visegrád fait référence au congrès de Visegrád (en) de l'automne 1335, lorsque les rois de Bohême, de Pologne et de Hongrie se rencontrèrent dans la ville hongroise de Visegrád pour créer une alliance anti-Habsbourg. Les trois dirigeants se sont mis d’accord sur la création de nouvelles routes commerciales qui permettraient un accès facilité aux marchés européens.
Le V4 moderne voit le jour lors d’un sommet des chefs d’État ou de gouvernement de Tchécoslovaquie, de Hongrie et de Pologne, dans la ville de Visegrád le 15 février 1991, dans le but de mettre en place des coopérations entre ces trois États afin d'accélérer le processus d’intégration européenne. Ainsi, le premier nom du groupe, « triangle de Visegrád » apparaît. Ces trois États deviennent quatre lors de la partition de la Tchécoslovaquie le 1er janvier 1993, mais le terme de « triangle » s’utilise encore parfois.
Le divorce de velours amène un brusque changement de rapport de force au sein du groupe : la Tchéquie et la Slovaquie disposent désormais d'une voix chacune, soit autant que la Pologne et la Hongrie, qui précédemment étaient en position de force. La Pologne et la Hongrie décident alors de renforcer leurs relations bilatérales, au détriment du groupe. Ce dernier n'intéresse que peu la Tchéquie de Václav Klaus. Le retard pris par la Slovaquie de Vladimír Mečiar dans le processus d'adhésion à l'UE complique encore plus la situation du groupe, qui est laissé en déshérence pendant plusieurs années. Il faut attendre 1998, avec notamment le départ de Klaus et Meciar du pouvoir, pour que les quatre pays recommencent à tenir des réunions régulières. C'est d'ailleurs en grande partie grâce à ces trois partenaires que la Slovaquie rattrape son retard. Le groupe connait cependant une grande crise en 2002, lorsque Viktor Orbán, alors Premier ministre hongrois, affirme que l'entrée de la Tchéquie dans l'UE ne peut être que consécutive à l'abrogation des Décrets Beneš car selon lui, ces derniers ne respectent pas le droit européen. Cette déclaration provoque l'annulation, par la Tchéquie, la Slovaquie et la Pologne, de la rencontre annuelle du groupe, qui devait se tenir à Budapest.
Lors de l'adhésion des quatre États à l'Union européenne, en mai 2004, « la dissolution du groupe V4 a été envisagée », mais il « a changé de positionnement et a développé une politique étrangère plus ou moins commune et s’est focalisé sur des objectifs particuliers, comme le renforcement de l’identité de l’Europe centrale au sein de l’UE, la promotion de la coopération régionale entre les pays d’Europe centrale et la promotion des processus de démocratisation dans le voisinage à l’Est, en Ukraine, en Biélorussie et en Moldavie, dans le cadre de la politique du Partenariat oriental de la politique de voisinage, et dans les pays des Balkans occidentaux ».

## Caractéristiques des pays
| Pays      | Capitale   | Superficie (km2) (2016) | Population en millier (2016) | Taux de chômage (%) (2017) | Taux d’imposition total (% des bénéfices commerciaux) | PIB par habitant ($) (2016) | PIB en millions ($) (2016) | Dépenses militaires (en % du PIB) (2016) | Devise                 | IDH (2021) | Chef de l’État   | Depuis       | Chef du gouvernement | Depuis           |
| --------- | ---------- | ----------------------- | ---------------------------- | -------------------------- | ----------------------------------------------------- | --------------------------- | -------------------------- | ---------------------------------------- | ---------------------- | ---------- | ---------------- | ------------ | -------------------- | ---------------- |
| Hongrie   | Budapest   | 93 030                  | 9 817,96                     | 4,3                        | 46,5                                                  | 12 665,8                    | 124 342,94                 | 1                                        | Forint (HUF)           | 0,846      | Katalin Novák    | 10 mai 2022  | Viktor Orbán         | 29 mai 2010      |
| Pologne   | Varsovie   | 312 680                 | 37 948,02                    | 5,2                        | 40,4                                                  | 12 372,4                    | 469 508,68                 | 2                                        | Złoty (PLN)            | 0,876      | Andrzej Duda     | 6 août 2015  | Donald Tusk          | 13 décembre 2023 |
| Slovaquie | Bratislava | 49 035                  | 5 428,70                     | 8,5                        | 51,6                                                  | 16 496,0                    | 89 551,83                  | 1,1                                      | Euro (EUR)             | 0,848      | Peter Pellegrini | 15 juin 2024 | Robert Fico          | 15 mai 2023      |
| Tchéquie  | Prague     | 78 870                  | 10 561,63                    | 3,3                        | 50                                                    | 18 266,5                    | 192 924,59                 | 1                                        | Couronne tchèque (CZK) | 0,889      | Petr Pavel       | 9 mars 2023  | Petr Fiala           | 28 novembre 2021 |
| Ensemble  | Ensemble   | 533 616                 | 63 756,31                    | 4,75                       | 47,125                                                | 13 745,1                    | 876 328,04                 | 1,3                                      |                        |            |                  |              |                      |                  |

## Attributions
(août 2022).
Le V4 incarne une conception politique de l’Europe centrale. En effet, il a facilité l'intégration des pays participants à l’OTAN et l’Union européenne. Après l’implosion soviétique, ces quatre pays avaient peu sinon pas d’influence dans la sphère européenne. Leur consolidation mutuelle a permis de prouver à l’Europe leur capacité à coopérer en tant qu’États de l’ancien bloc de l'Est.
Le groupe de Visegrád n’est aucunement une organisation ayant comme objectif la concurrence à l’Union européenne. Il serait plus adapté de le comparer au Nordic-Baltic Eight même si le fonctionnement du groupe d'Europe centrale n'est pas aussi bien huilé.

## Positionnements
Depuis l’adhésion de ses membres à l’OTAN et à l’Union européenne, l’utilité du V4 a été relativisée[Par qui ?][réf. nécessaire]. Il existe toujours cependant une continuité dans la dynamique des coopérations en tentant de faire valoir des intérêts communs dans une sphère supra-nationale, par exemple par l’aide à des ONG ou encore une implication commune dans la société civile. Le groupe de Visegrád a permis et réussi un rapprochement intellectuel et culturel.[évasif]
Lors de la crise migratoire en Europe, en 2015-2016, le groupe de Višegrad se réunit à plusieurs reprises. Il fait alors savoir sa ferme opposition à l’accueil de migrants dans leurs pays, marqué par l'islamophobie en dépit d'une quasi-inexistence de population musulmane, rejetant notamment l’idée des institutions européennes d’un système de répartition obligatoire des migrants et critiquant le règlement de Dublin,.
Depuis le Brexit, la position du V4 est que « l’Europe doit être renouvelée sans plus d’intégration, car une fédéralisation plus importante entraînerait une désintégration ».
Le groupe de Visegrád est au centre de l’Initiative des trois mers, lancée le 25 août 2016 à Dubrovnik en présence de représentants des États-Unis et de la Chine. Cette organisation rassemble douze pays européens de la Baltique à la mer Noire et à l’Adriatique – groupe de Višegrad plus Lituanie, Estonie, Lettonie, Autriche, Slovénie, Croatie, Roumanie, Bulgarie – autour de projets communs d’infrastructures et en particulier la coopération énergétique, notamment pour favoriser la pluralité des sources d’énergie et diminuer la dépendance énergétique envers qui que ce soit. Le général américain James L. Jones, président de Jones Group International et ancien conseiller à la sécurité nationale du président Obama a déclaré que le développement de l’Initiative des Trois Mers doit être un élément non seulement de développement européen mais aussi de sécurité. Le général Jones a insisté sur l’emploi par la Russie de sa position de fournisseur d’énergie pour augmenter son influence économique et renforcer ses objectifs géopolitiques.
En mars 2017, le groupe de Visegrád rejette à nouveau les quotas obligatoires de répartition des migrants entre les pays de l’UE dénonçant « le chantage » et « le diktat » européens à leur égard concernant la politique migratoire commune. Une réunion avec Emmanuel Macron en juin 2017 ne rapproche pas les points de vue mais la volonté de maintenir le dialogue est affirmée. Le président français avait quelques jours plus tôt déploré l’attitude de certains états de l’Europe de l’Est qui « trahissent » par « une approche cynique de l’Union qui servirait à dépenser les crédits sans respecter les valeurs ».
Le 19 juillet 2017, le sommet annuel des chefs de gouvernement du groupe de Visegrád se tient à Budapest en présence du Premier ministre israélien Benyamin Netanyahou. Ceux-ci décident d’approfondir leur partenariat en matière d’innovation via des startups, et de tenir en 2018 un sommet commun en Israël,. Le sommet envoie également une lettre au gouvernement italien en vue « d’endiguer les vagues de migration irrégulière qui partent depuis la Libye et autres endroits d’Afrique du Nord »,,.
En juin 2018, les dirigeants du groupe de Visegrád confirment qu'ils n'assisteraient pas au mini-sommet sur la migration lancé par Angela Merkel, en accusant les autres pays de pousser la question pour des raisons politiques nationales. Ils sont rejoints par le chancelier autrichien Sebastian Kurz.
Le groupe de Visegrád soutient en 2019 la candidature du Slovaque Maroš Šefčovič à la présidence de la Commission européenne. S'il venait à être battu, celui-ci serait alors présenté comme candidat en tant que haut représentant de l'Union européenne.
L'invasion de l'Ukraine par la Russie en 2022 provoque une crise profonde au sein du Groupe en raison des positions divergentes vis-à-vis de la Russie, notamment entre la Hongrie et les autres membres,. L'attitude plutôt hostile de la Hongrie envers l'Ukraine est aussi une remise en cause d'un des fondements de la politique étrangère du groupe puisqu'en 2005, ses quatre membres s'étaient prononcés en faveur de l'adhésion du pays à l'UE. L'Ukraine s'était ainsi vue refuser l'adhésion au groupe au début des années 1990 afin de ne pas retarder celle des pays-membres fondateurs à l'UE. Trois des pays membres (Pologne, Slovaquie, Tchéquie), à l'exception de la Hongrie, ont ainsi fait partie des pays ayant affirmé publiquement leur soutien à une adhésion rapide de l'Ukraine.

Les membres de l’Initiative des trois mers sont en vert. Les pays membres du groupe de Visegrád sont en vert plus foncé.

## Présidence du groupe
- 1991/1992 –  Tchécoslovaquie
- 1992/1993 –  Pologne
- 1993/1994 –  Hongrie
- 1994/1995 –  Slovaquie
- 1995/1996 –  Tchéquie
- 1996/1997 –  Pologne
- 1997/1998 –  Hongrie
- 1998/1999 –  Slovaquie
- 1999/2000 –  Tchéquie
- 2000/2001 –  Pologne
- 2001/2002 –  Hongrie
- 2002/2003 –  Slovaquie
- 2003/2004 –  Tchéquie
- 2004/2005 –  Pologne
- 2005/2006 –  Hongrie
- 2006/2007 –  Slovaquie
- 2007/2008 –  Tchéquie
- 2008/2009 –  Pologne
- 2009/2010 –  Hongrie
- 2010/2011 –  Slovaquie
- 2011/2012 –  Tchéquie
- 2012/2013 –  Pologne
- 2013/2014 –  Hongrie
- 2014/2015 –  Slovaquie
- 2015/2016 –  Tchéquie
- 2016/2017 –  Pologne
- 2017/2018 –  Hongrie
- 2018/2019 –  Slovaquie
- 2019/2020 –  Tchéquie
- 2020/2021 –  Pologne
- 2021/2022 –  Hongrie
- 2022/2023 –  Slovaquie
- 2023/2024 –  Tchéquie
- 2024/2025 –  Pologne

## Commémoration
La Slovaquie a émis en 2011 une pièce commémorative de 2 euros à l’occasion des 20 ans de la formation de ce groupe le 15 février 1991.